# Ракушка (гараж)

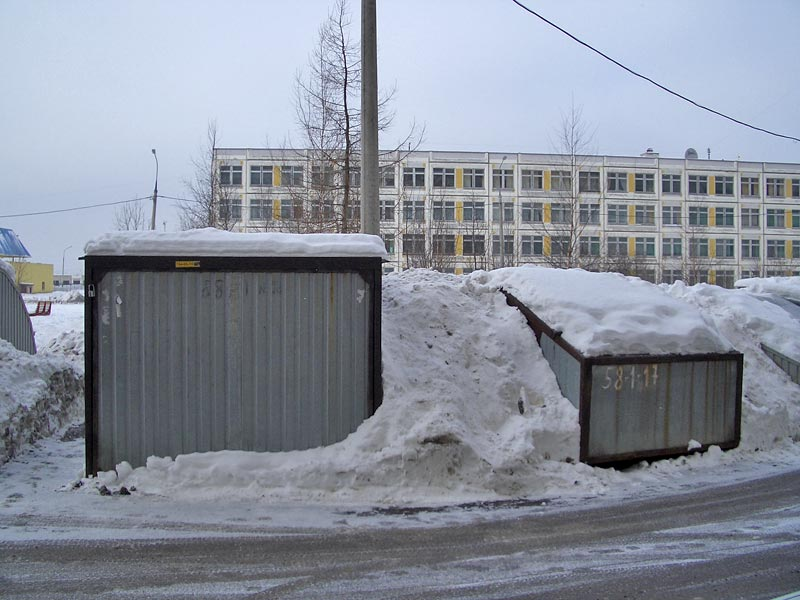
«Ракушки» в московском дворе.

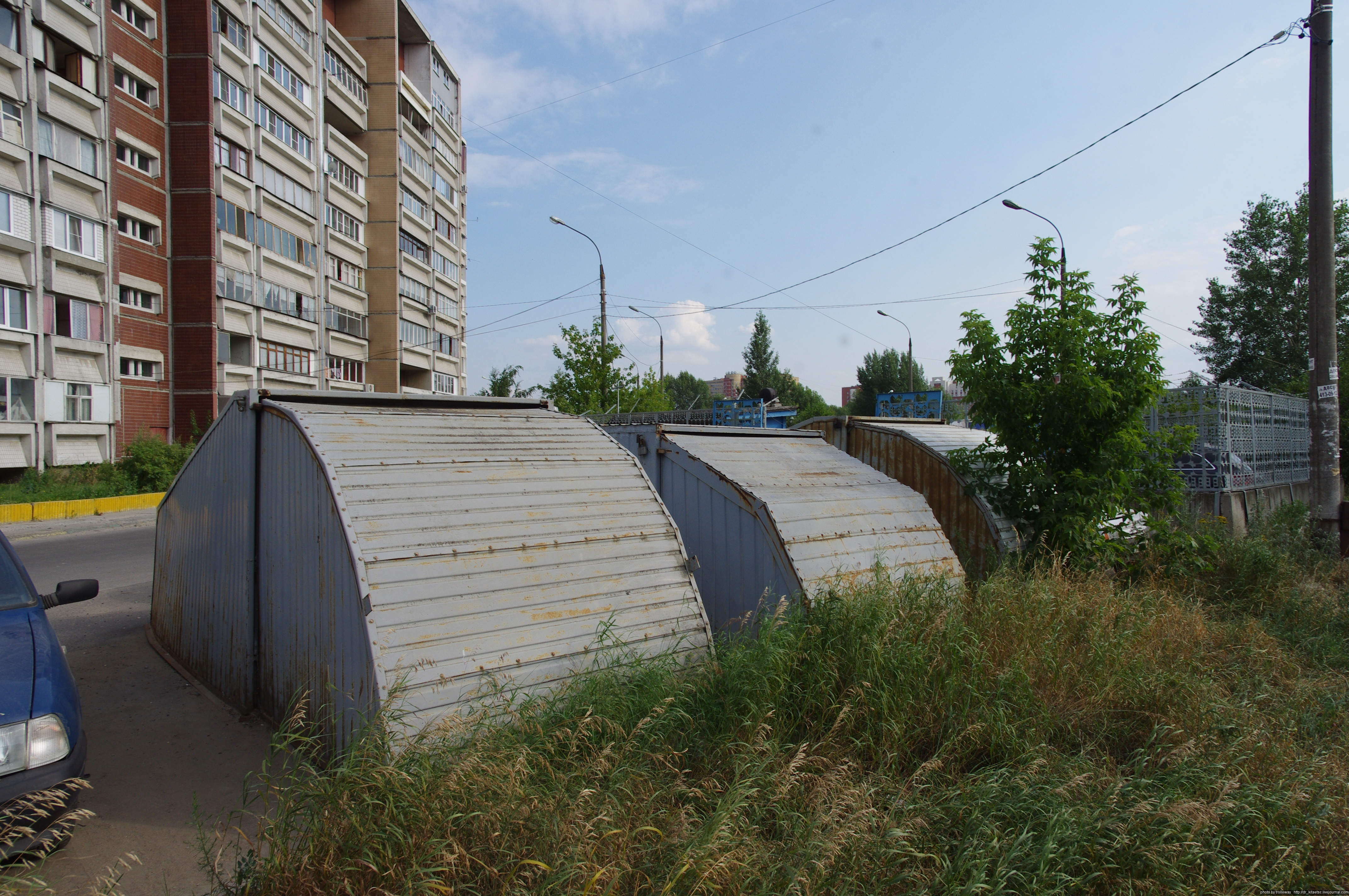
«Ракушки» в Нижнем Новгороде

«Ракушка» или «пенал» — обиходное название разборного металлического автомобильного гаража.

## История
Широкое распространение получили в России после 1991 года благодаря пробелам в законодательстве: «ракушки» юридически приравнивались не к гаражам, а к автомобильным тентам, что позволяло их устанавливать буквально где угодно. За несколько лет «ракушки» заняли большинство дворовых парковок и гостевых карманов в Москве и других городах, причём делалось это без какого-либо согласования с властями. В условиях дефицита охраняемых парковок и обычных гаражей кооперативы из ракушек занимали детские площадки во дворах и пустыри. Большинство «ракушек» устанавливались самовольно, после утверждения закона о продаже земельной собственности практически никто из автовладельцев не мог выкупить землю под гаражом.
Власти Москвы и других городов в течение долгого времени грозились убрать из дворов незаконно установленные ракушки, однако реально демонтировать «ракушки» начали только в 2006 году. Данное решение вызвало негативную реакцию владельцев «ракушек»: по их мнению, решение о ликвидации «ракушек» является преждевременным, так как в городе, особенно в старых районах, строится недостаточно многоэтажных парковок, а в уже существующих — аренда машиноместа стоит слишком дорого. Кроме того «ракушка» стоит 20-30 тыс. рублей, и она доступна большинству автомобилистов; а машино-места в многоуровневых паркингах, которые правительство Москвы предлагает в рамках программы «народный гараж» за 350 тыс. рублей — доступны только состоятельным людям. Автомобилист со средним достатком не сможет купить место в «народном гараже», и исходя из этого владелец «ракушки» расценивает её демонтаж — как покушение на свою собственность, и ущемление своих прав.

## Достоинства и недостатки «ракушек»
Достоинства:
- Возможность зарезервировать место для машины рядом с домом.
- Хорошая защита транспортного средства от солнечного излучения, осадков, краж, вандализма, и хулиганских действий.
- Дополнительное место для складирования инструментов, инвентаря, запасных частей к автомобилю.
- Возможность производить ремонт и техническое обслуживание автомобиля своими силами.
- Низкая стоимость гаража и простота установки.

Недостатки:
- Неказистая внешность, портящая вид дворов.
- «Ракушки» создают дефицит парковочных мест у домов; «ракушка» занимает место постоянно, даже когда машины внутри нет.
- «Ракушки», установленные на проезжей части, мешают подъезду спецтехники (например, пожарных машин) к домам, их владельцы зачастую игнорируют правила, устанавливая гаражи на канализационных люках и детских площадках.

## Дальнейшая судьба
Во второй половине 2000-х большинство ракушек было сдано в металлолом либо перевезено на дачи, где используется до сих пор. В Москве сейчас разрешено иметь ракушки только некоторым категориям граждан. Им присвоены номера наподобие автомобильных, также устанавливаются копии документов в виде металлической таблички.